# Ich schau’ dich an
Ich schau’ dich an (auch: Ich schau’ dich an (Peep Peep)) ist ein Lied der deutschen Rock-’n’-Roll-Band Spider Murphy Gang, das im Juni 1982 erschien.

## Entstehung und Veröffentlichung
Geschrieben wurde der Titel vom Frontsänger Günther Sigl, für die Produktion zeichneten Harald Steinhauer und Armand Volker verantwortlich.
Die Erstveröffentlichung von Ich schau’ dich an erfolgte im Jahr 1982 bei Electrola. Es erschien zum einen als Teil von Tutti Frutti (Katalognummer: 064-46 671), dem vierten Studioalbum der Spider Murphy Gang sowie als Single im Oktober 1982. Diese erschien als 7″-Single mit der B-Seite So a schöner Tag (Katalognummer: 006-46 678).
Um das Lied zu bewerben, erfolgte am 13. Dezember 1982 ein Liveauftritt in der Sendung Vorsicht, Musik! von Frank Zander auf sowie am 31. Januar 1983 in der ZDF-Hitparade, wo sie durch das TED-Verfahren auf den zweiten Platz gewählt wurde und im Folgemonat (28. Februar 1983) nochmals auftrat. Am 17. Dezember 1983 spielte die Spider Murphy Gang das Lied in Thommys Pop Show.

## Inhalt und Stil
Ich schau’ dich an ist ein Rock-’n’-Roll-Titel, der in seiner reduzierten Art und mit den wiederkehrenden Keyboard-Motiven einige Einflüsse der Neuen Deutschen Welle aufnimmt. Der Text beschreibt einen Besuch in einer Peepshow. Der Protagonist genießt das „viel zu kurz(e)“ „Minutenglück“, bevor er „wieder auf die Straße zurück“ muss. Es ist einer von mehreren Songs der Band, in denen es augenzwinkernd um Erotik geht.

## Rezeption
Das Lied wurde im Jahr 1983 für den Soundtrack der brasilianischen Telenovela Louco Amor verwendet, was es in Brasilien populär machte.

## Chartplatzierungen
Ich schau’ dich an avancierte zum Top-10-Erfolg in Deutschland (Rang 5) und der Schweiz (Rang 8). Darüber hinaus erreichte es Chartplatzierungen in Österreich (Rang 11), den Niederlanden (Rang 27) und Belgien (Rang 30).
| ChartsChartplatzierungen | Höchstplatzierung | Wochen/ Monate |
| ------------------------ | ----------------- | -------------- |
| Deutschland (GfK)        | 5 (19 Wo.)        | 19 Wo.         |
| Österreich (Ö3)          | 11 (3 Mt.)        | 3 Mt.          |
| Schweiz (IFPI)           | 8 (5 Wo.)         | 5 Wo.          |

| ChartsJahrescharts (1983) | Platzierung |
| ------------------------- | ----------- |
| Deutschland (GfK)         | 41          |